# Hauba lotnicza wz. 38

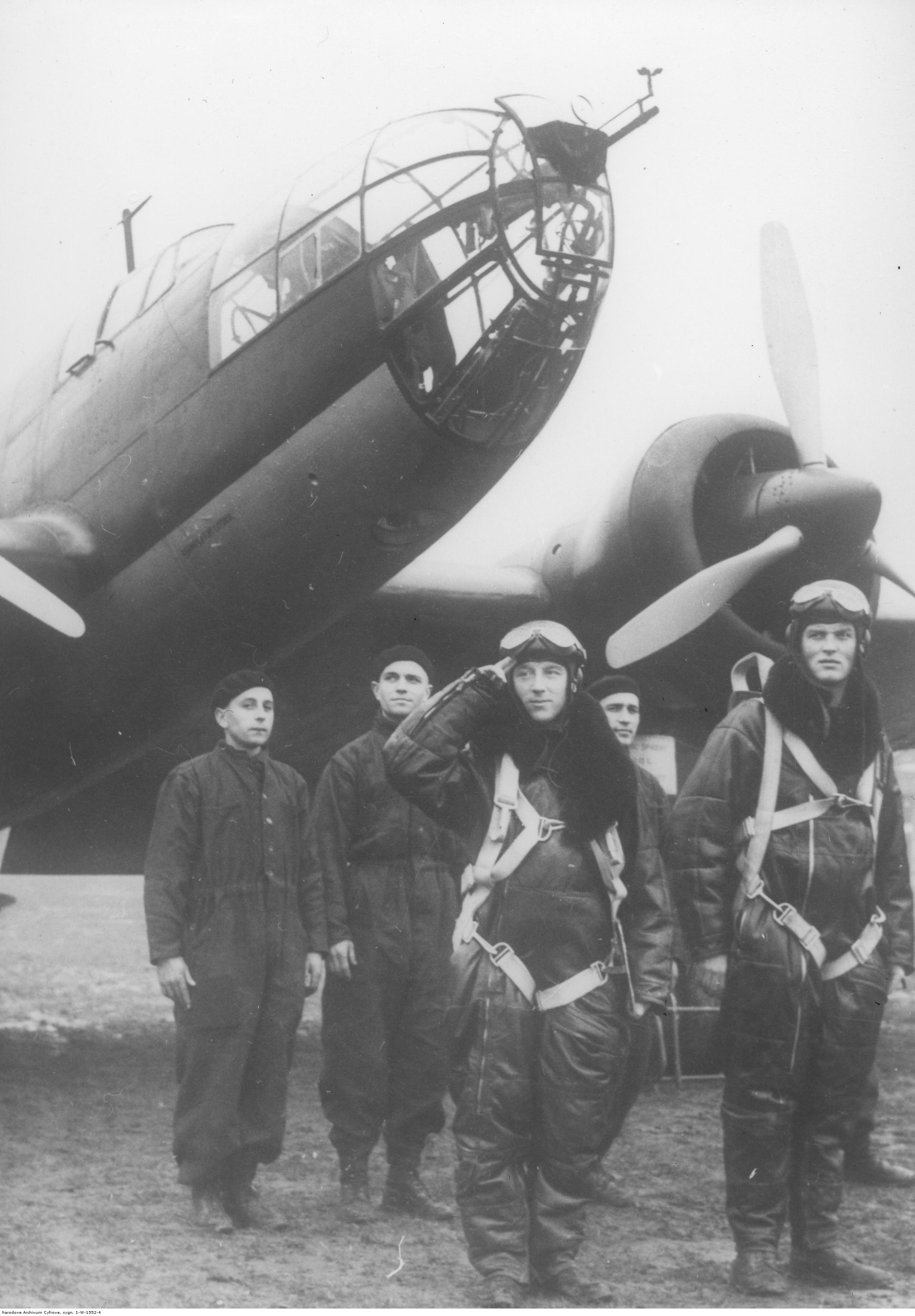
Piloci PZL.37 Łoś w haubach

Hauba lotnicza wzór 1938 (niem. Haube) – rodzaj hełmu skórzanego przeznaczonego dla pilotów samolotów, dostosowanego ściśle do głowy lotnika. Posiadała specjalną wentylację. Dostosowana była do zamontowania słuchawek telefonicznych (względnie radiowych) oraz umożliwiała zakładanie okularów lotniczych. 

## Historia
Produkcja w Polsce odbywała się w Wytwórni Balonów i Spadochronów w Legionowie w latach trzydziestych XX wieku. W haubę lotniczą wyposażano zazwyczaj załogi samolotów Łoś i Karaś oraz członków załóg innych typów samolotów, które wyposażone były w radiostację. Hauba figurowała jako podstawowe wyposażenie pilotów myśliwskich do 1939, kiedy to była używana po raz ostatni podczas wojny obronnej. Zdarzało się także, że w hauby wyposażano załogi czołgów 7TP.

## Budowa

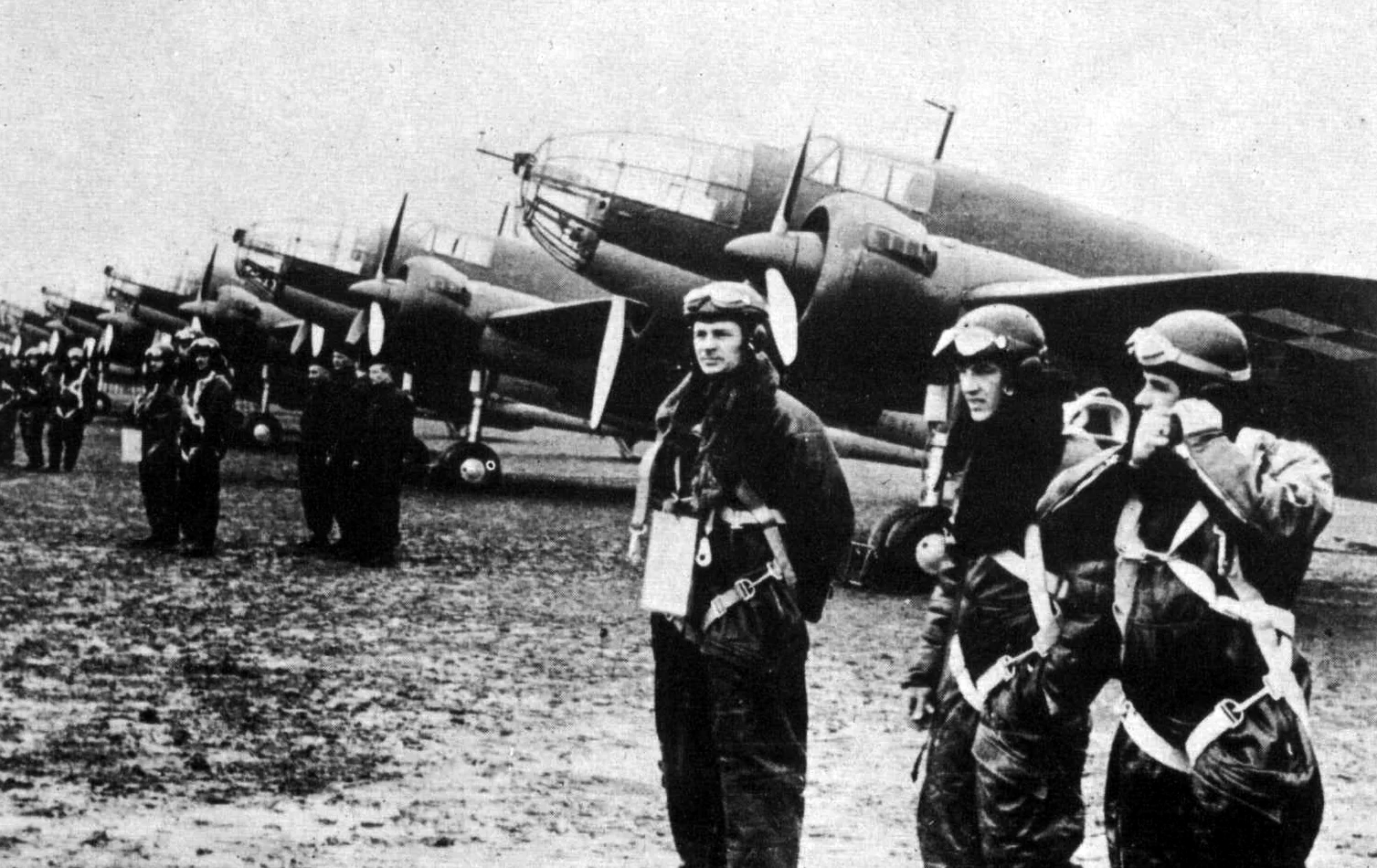
Polscy piloci w haubach

Hauby lotnicze produkowano w 6 rozmiarach. Masa zależna była od rozmiaru hauby, jednak oscylowała wokół 700 gramów. Hauba lotnicza posiadała czerep w kształcie płaskiej czaszy. Wykonano go z kilku warstw juty usztywnionej impregnatem, obciągniętej dodatkowo brązową skórą. Z przodu przyszyty pasek z brązowej skóry sięgający swoimi końcami do brzegów pilotki. Z tyłu umieszczono usztywniony, skórzany nakarczek, który opadał pionowo do tyłu. Z tyłu czerepu umieszczone zostały cztery otwory wentylacyjne wykończone metalowymi oczkami. Po bokach czerepu przymocowano dwa metalowe (po jednym z każdej strony) haczyki służące do zaczepiania okularów i maski tlenowej. W tylnej części pilotki umieszczono także uchwyt w postaci skórzanego paska, zapinanego na zatrzask służący do przytrzymywania sznurów słuchawek i laryngofonu. Do czerepu przymocowano zapinaną pod brodą skórzaną pilotkę, która została podbita jasnobrązową irchą w formie wycinków połączonych ze sobą rzemieniem. Z lewej strony pilotki umieszczono pasek z metalową sprzączką, z prawej zaś, podbródek, który dodatkowo podszyty był futrem. W podbródku otwór na laryngofon, który przykryty były od wewnętrznej strony skórzaną klapką zapinaną na metalowy zatrzask. Na klapce skórzana szlufka, przez którą przekładany był pasek znajdujący się z lewej strony pilotki. Koniec z prawej strony hauby zakończony był paskiem, który zapinany był na klamerki znajdujące się z lewej strony. Z obu stron pilotki otwory na słuchawki, od wewnątrz naszyty krążek z brązowej gumy, od zewnątrz otwory przykryte metalowymi przykrywkami pomalowanymi na kolor brązowy. Wewnątrz umieszczono także biegnącą dookoła czerepu grubą, perforowaną, o specjalnym kształcie taśmę gumową, na której umieszczono drugą taśmę sprasowanego korka. Do taśm tych przymocowane są płaty skóry wiązane na szczycie wnętrza hauby sznurowadłem, utrzymujące hełmofon na głowie pilota. Ponadto hauba lotnicza wyposażona została w komplet kabli połączeniowych zakończonych wtykiem. Wewnątrz hełmofonu, w tylnej części znajdowała się przyszyta czarna metka z maszynowo wyhaftowaną żółtymi nićmi nazwą producenta WYTWÓRNIA BALONÓW/I SPADOCHRONÓW/W LEGIONOWIE oraz znajdujący się także na metce, na żółtym tle stempel z rozmiarem hauby. Poniżej metki, na umieszczano stemple z datą produkcji oraz stempel techniczny.

## Hełmofon polski czołgowy

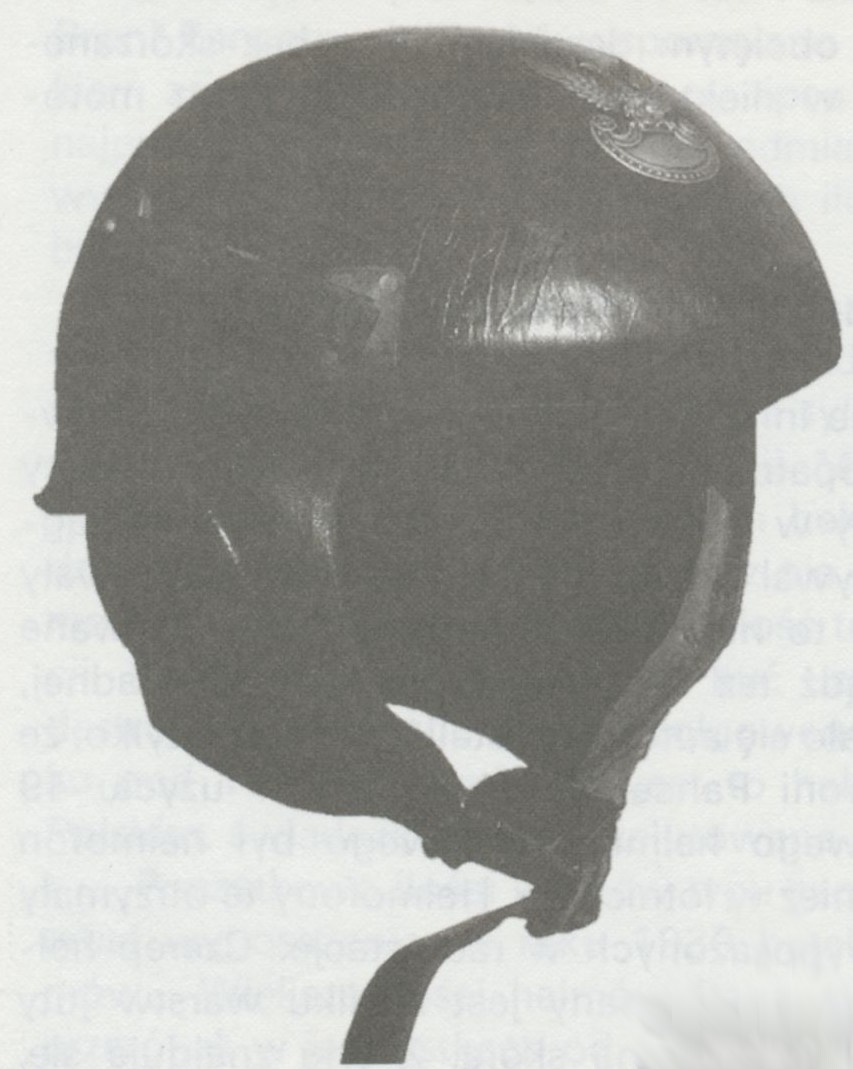
Hełmofon lotniczy wz. 38 (wersja dla wojsk pancernych)

Hełmofon polskiej produkcji pochodzący z okresu międzywojennego. Jego konstrukcja bazuje na haubie lotniczej wz.38. Hełmofon polski był drugim typem niestalowego hełmu używanym w wojskach pancernych i w lotnictwie - pierwszym był hełm skórzany. Hełmofony tego typu przeznaczone były dla załóg czołgów 7TP w których zamontowana została radiostacja. Produkowano je w latach 30. XX wieku w Wytwórni Balonów i Spadochronów w Legionowie. Masa hełmofonu wynosi około 700 gramów i była zależna od rozmiaru.

## Zachowane egzemplarze
Z racji małej liczby wyprodukowanych egzemplarzy jest to eksponat zaliczany do niezwykle rzadko spotykanych we współczesnych czasach. Obecnie w Polsce znajduje się zaledwie kilka tego typu nakryć głowy. Można zobaczyć je w:
- Muzeum Oręża Polskiego w Kołobrzegu,
- Forcie Czerniakowskim w Warszawie.

Hauba lotnicza znajdująca się w Muzeum Oręża Polskiego w Kołobrzegu ma stempel z rozmiarem 60. Hauba najprawdopodobniej noszona była przez jednego z członków załogi samolotu „Łoś”, który lądował awaryjnie na początku 1939 roku na terenie ZSRR, którego załoga została internowana.